# Selenops malinalxochitl
Selenops malinalxochitl là một loài nhện trong họ Selenopidae.
Loài này phân bố ở Morelos và Pueblo in México.
Loài này thuộc chi Selenops. Selenops malinalxochitl được Sarah C. Crews miêu tả năm 2011.